# Le Palais à 4 heures du matin
Le Palais à 4 heures du matin est une sculpture surréaliste réalisée en 1932 par Alberto Giacometti. Elle fait partie de la collection du Museum of Modern Art de New York.

## Description
Il s'agit d'une sculpture de tubes métalliques et d'espaces vides avec lesquels le sculpteur communique un rêve étrange. La sculpture acquiert une dimension picturale dans l'œuvre.
Le palais a des espaces définis de façon ténue. Une fine feuille de verre suspendue relie ses pièces de gauche à droite, ajoutant à l'aspect vulnérable de la structure. À droite, un délicat squelette d'oiseau et des vertèbres aux courbes sinueuses flottent, suspendus, dans des cadres spatiaux ou des cages ; à gauche, une figure féminine en forme de pièce d'échec se tient devant trois panneaux ; au centre, une forme elliptique énigmatique que l'artiste a identifiée à lui-même. 
Giacometti a déclaré que l'œuvre se rapportait à « une période de six mois passée en présence d'une femme qui, concentrant toute la vie en elle, transportait chaque instant dans un état d'enchantement. Nous avons construit un palais fantastique dans la nuit, un palais d'allumettes très fragile. Au moindre faux mouvement, une section entière s'effondrait. Nous le recommencions toujours ».

## Influence littéraire
William Maxwell, dans So Long, See You Tomorrow (1980), établit un lien entre le Palais à 4 heures du matin et la maison du narrateur pendant sa construction. Il s'agit principalement d'une structure d'échafaudage dans laquelle lui et Cletus grimpent partout le soir. Maxwell utilise la propre description de Giacometti de son inspiration pour l'œuvre pour transmettre la liberté et l'émerveillement des garçons dans cette structure.